# Helge Bormann
Helge Bormann (* 21. August 1967) ist ein ehemaliger deutscher Leichtathlet.

## Werdegang
Der für die TSG Bergedorf antretende Bormann wurde Anfang Juli 1994 bei der Deutschen Meisterschaft in Erfurt Dritter über 400 Meter Hürden. Mit einer Zeit von 49,63 Sekunden stellte er dabei einen neuen Hamburger Rekord auf und schaffte die Norm für die Europameisterschaft. Bormann war nach fast zwei jahrzehntelanger Wartezeit der erste Hamburger Leichtathlet, dem der Sprung in ein deutsches EM-Aufgebot gelang. Bei der rund einen Monat nach der deutschen Meisterschaft stattfindenden Europameisterschaft in Helsinki schied Bormann als Letzter seines Vorlaufs aus. Er lief in Helsinki über die 400 Meter Hürden eine Zeit von 51,49 Sekunden.
Bormann, der an der Technischen Universität Braunschweig das Fach Geoökologie studierte, aber in Hamburg trainierte, nahm während seiner Leistungssportzeit außer 400 Meter Hürden auch in anderen Disziplinen an Wettkämpfen teil. Über 60 Meter Hürden (7,94 Sekunden in der Halle), 110 Meter Hürden (13,93 Sekunden), im Weitsprung (7,30 Meter in der Halle) sowie im Zehnkampf (7205 Punkte) stellte er bei der TSG Bergedorf Vereinsbestmarken auf. Im Altherrenbereich trat er für den SV Friedrichsfehn in unterschiedlichen Disziplinen bei Wettkämpfen an.